# لنی (مسینا)
لنی (به ایتالیایی: Leni) یک کومونه در ایتالیا است که در استان مسینا واقع شده‌است.

## خصوصیات
لنی ۸٫۶ کیلومترمربع مساحت و ۶۵۴ نفر جمعیت دارد و ۲۰۲ متر بالاتر از سطح دریا واقع شده‌است.

## خواهرخوانده
شهر ایسکیا خواهرخواندهٔ لنی هست.